# Arrondissement di Saint-Denis (Riunione)
L'arrondissement di Saint-Denis è un arrondissement dipartimentale della Francia situato nel dipartimento d'oltremare della Riunione.

## Composizione
L'arrondissement comprende 3 comuni in 11 cantoni:
Cantoni
- Cantone di Saint-Denis-1
- Cantone di Saint-Denis-2
- Cantone di Saint-Denis-3
- Cantone di Saint-Denis-4
- Cantone di Saint-Denis-5
- Cantone di Saint-Denis-6
- Cantone di Saint-Denis-7
- Cantone di Saint-Denis-8
- Cantone di Saint-Denis-9
- Cantone di Sainte-Marie
- Cantone di Sainte-Suzanne

Comuni
1. Saint-Denis
2. Sainte-Marie
3. Sainte-Suzanne